# Спайдър-Мен 3
„Спайдър-Мен 3“ (на английски: Spider-Man 3) е американски супергеройски филм от 2007 г. на режисьор от Сам Рейми, който е съсценарист заедно с големия си брат Айвън Рейми и Алвин Сарджънт. Филмът е базиран на едноименния супергерой на Марвел Комикс и е третият и последен филм от трилогията „Спайдър-Мен“ на Рейми. Във филма участват Тоби Магуайър, Кирстен Дънст, Джеймс Франко, Томас Хейдън Чърч, Тофър Грейс, Брайс Далас Хауърд, Джеймс Кромуел, Роузмъри Харис и Джей Кей Симънс. Филмът също отбелзва последната филмова роля на Клиф Робъртсън преди пенсионирането му и неговата смърт през 2011 г. Премиерата се състои в Токио на 16 април 2007 г., а в САЩ – на 4 май 2007 г.

## Актьорски състав
| Актьор              | Роля                                                   |
| ------------------- | ------------------------------------------------------ |
| Тоби Магуайър       | Питър Паркър / Спайдър-Мен                             |
| Кирстен Дънст       | Мери Джейн Уотсън                                      |
| Джеймс Франко       | Хари Осбърн                                            |
| Томас Хейдън Чърч   | Флинт Марко / Пясъчният човек                          |
| Тофър Грейс         | Еди Брок младши / Венъм                                |
| Брайс Далас Хауърд  | Гуен Стейси                                            |
| Джеймс Кромуел      | Генерал Джордж Стейси                                  |
| Роузмари Харис      | Мей Паркър                                             |
| Джей Кей Симънс     | Джей Джона Джеймисън                                   |
| Дилън Бейкър        | Доктор Кърт Конърс                                     |
| Уилям Дефо          | Норман Осбърн / Зеленият гоблин                        |
| Клиф Робъртсън      | Бен Паркър                                             |
| Бил Нън             | Роби Робъртсън, редактор на Дейли Бюгъл                |
| Тед Рейми           | Тед Хорман, служител на Дейли Бюгъл                    |
| Елизабет Банкс      | Бети Брант, секретарка на Дейли Бюгъл                  |
| Майкъл Пападжон     | Денис Карадайн, престъпник, който уби Чичо Бен         |
| Джон Пакстън        | Бърнард Хаусман, иконом в имението на семейство Осбърн |
| Джо Манганиело      | Флаш Томпсън                                           |
| Беки Ан Бейкър      | Госпожа Стейси                                         |
| Тереза Ръсел        | Ема, съпруга на Флинт Марко                            |
| Перла Хейни-Джардин | Пени, дъщеря на Пени Марко                             |

## В България
В България филмът е пуснат на същата дата (както премиерата в САЩ) от „Александра Филмс“. На 24 септември е издаден на DVD от „Прооптики България“.
На 30 юни 2012 г. филмът е излъчен по bTV с първи войсоувър дублаж. Екипът се състои от:
| Озвучаващи артисти  | Светлана Смолева Вилма Карталска Христо Бонин Петър Бонев Светломир Радев |
| Преводач            | Соня Иванова                                                              |
| Тонрежисьор         | Радослав Колев                                                            |
| Режисьор на дублажа | Кирил Бояджиев                                                            |

На 14 октомври 2015 г. е преозвучен и е излъчен по KINO NOVA с втори войсоувър дублаж. Екипът се състои от:
| Озвучаващи артисти  | Ася Братанова Таня Димитрова Йорданка Илова Силви Стоицов Александър Воронов Светозар Кокаланов |
| Преводач            | Бисер Пачев                                                                                     |
| Тонрежисьор         | Стефан Дучев                                                                                    |
| Режисьор на дублажа | Димитър Кръстев                                                                                 |